# Fijian Drua
Ne doit pas être confondu avec Fijiana Drua.
Maillots
Actualités
Dernière mise à jour : 2 janvier 2025.
Les Fijian Drua sont une franchise professionnelle fidjienne de rugby à XV, située à Suva aux Fidji et fondée en 2017. Après avoir disputé le National Rugby Championship (NRC) entre 2017 et 2019, les Fidjian Drua évoluent en Super Rugby à partir de la saison 2022. Les Fijian Drua sont la seule franchise fidjienne à évoluer dans la compétition. 

## Historique

### National Rugby Championship
Après des négociations entre la fédération fidjienne (Fiji Rugby Union) et la fédération australienne (ARU), cette dernière annonce en octobre 2016 qu'une sélection des Fidji rejoindra le NRC pour quatre saisons à compter de 2017. Elle est composée d'une trentaine de joueurs de l'équipe nationale réserve, appelés « Fiji Warriors » ou « Fiji A », et joue ses matches à domicile aux Fidji . Le projet, porté personnellement par le Premier ministre de l'archipel Frank Bainimarama, est financé par la fédération fidjienne et par World Rugby. En cas de succès, les Fidji pourraient établir une franchise participant au Super Rugby. Cette équipe est finalement annoncée en juillet 2017.
Elle est censée permettre à de jeunes joueurs fidjiens d'évoluer à un niveau plus élevé que celui du championnat local. Lors de sa première saison, elle atteint les demi-finales, battue par Queensland Country, futur vainqueur.
En 2018, les Drua terminent à la première place de la saison régulière, avec une seule défaite. Ils remportent ensuite la compétition, après avoir triomphé de Queensland Country en finale.
En 2019, les Drua ne conservent pas leur titre, après une défaite en demi-finale face aux Canberra Vikings. 
Cette saison 2019 de NRC se révèle être la dernière des Drua dans ce championnat, puisque celui-ci est mis en sommeil en 2020.

### Super Rugby
Les Fijian Drua font leur retour à l'occasion de la réorganisation du Super Rugby pour la saison 2022,. La franchise rejoint la compétition pour les saisons 2022 et 2023. 
À cause des mesures de quarantaines liées à la pandémie de Covid-19, l'équipe joue ses matchs à domicile au Lake Ainsworth Recreation Hall (en) de Lennox Head en Australie.
Depuis la levée des mesures sanitaires, le Drua joue soit à Suva, soit à Lautoka.

## Nom et identité visuelle
L'équipe porte le nom du drua, un bateau traditionnel fidjien à deux coques, généralement utilisé à des fins militaires. Il est censé représenter la puissance, la vitesse et l'agilité des joueurs fidjiens. Le drua a une place importante dans la culture fidjienne car c'est à son bord que les premiers êtres humains ont débarqué aux îles Fidji, d'où un adage qui dit que sans drua, pas de Fidjiens. Le drua symbolise également le voyage, l'expérience nouvelle dans laquelle toute l'équipe s'est lancée.

## Stade
Trois stades accueillent les matches à domicile des Drua lors de leurs trois saisons en NRC : le Churchill Park de Lautoka (15 000 places), le Lawaqa Park de Sigatoka (12 000) et l'ANZ National Stadium de Suva (15 000) où se déroulent deux rencontres.
Pour la saison 2022 de Super Rugby, l'équipe joue ses matchs à domicile au Lake Ainsworth Recreation Hall (en) de Lennox Head en Australie, à cause des mesures de quarantaines liées à la pandémie de Covid-19.

## Effectif pour le Super Rugby 2025
L'effectif des Fijian Drua pour le Super Rugby 2025 est annoncé le 11 novembre 2024.  
| Nom                     | Date de naissance | Nationalité sportive | Sélections (points) | Club précédent     | Arrivée au club |
| Talonneurs              | Talonneurs        | Talonneurs           | Talonneurs          | Talonneurs         | Talonneurs      |
| ----------------------- | ----------------- | -------------------- | ------------------- | ------------------ | --------------- |
| Mesulame Dolokoto       | 21 janvier 1995   | Fidji                | 19 (15)             | Glasgow Warriors   | 2022            |
| Tevita Ikanivere        | 6 novembre 1999   | Fidji                | 23 (30)             | Suva               | 2022            |
| Zuriel Togiatama        | 2 mars 1999       | Fidji                | 7 (0)               | Counties Manukau   | 2022            |
| Piliers                 |                   |                      |                     |                    |                 |
| Mesake Doge             | 1er avril 1993    | Fidji                | 17 (10)             | Dragons            | 2023            |
| Haereiti Hetet          | 10 juillet 1997   | Fidji                | 15 (0)              | Bay of Plenty      | 2022            |
| Livai Natave            | 20 avril 1999     | Fidji                | 4 (0)               | Suva               | 2023            |
| Peni Ravai              | 16 juin 1990      | Fidji                | 50 (22)             | Queensland Reds    | 2025            |
| Samu Tawake             | 11 septembre 1996 | Fidji                | 13 (0)              | RU New York        | 2022            |
| Meli Tuni               | 19 juin 2000      | Fidji                | 1 (0)               | Suva               | 2022            |
| Emosi Tuqiri            | 28 décembre 2000  | Fidji                | -                   | GPS Rugby          | 2023            |
| Deuxièmes lignes        |                   |                      |                     |                    |                 |
| Te Ahiwaru Cirikidaveta | 12 mars 1998      | Fidji                | 9 (0)               | Tasman             | 2022            |
| Isoa Nasilasila         | 13 septembre 1999 | Fidji                | 19 (0)              | Southern Districts | 2022            |
| Ratu Leone Rotuisolia   | 21 février 1998   | Fidji                | 6 (5)               | Sydney University  | 2022            |
| Mesake Vocevoce         | 16 mai 2003       | Fidji                | 7 (0)               | Nadi               | 2024            |
| Troisièmes lignes       |                   |                      |                     |                    |                 |
| Elia Canakaivata        | 12 juillet 1996   | Fidji                | 10 (0)              | Fidji à sept       | 2023            |
| Meli Derenalagi         | 26 novembre 1998  | Fidji                | 17 (0)              | Fidji à sept       | 2022            |
| Vilive Miramira         | 21 mars 1999      | Fidji                | 5 (0)               | Nadi               | 2022            |
| Motikai Murray          | 8 août 2003       | Fidji                | -                   | Ovalau             | 2023            |
| Kitione Salawa Jr.      | 23 mai 2001       | Fidji                | 9 (0)               | Fidji à sept       | 2022            |
| Joseva Tamani           | 2 mars 1997       | Fidji                | -                   | Hunter Wildfires   | 2022            |
| Etonia Waqa             | 2 juin 1999       | Fidji                | -                   | Bay of Plenty      | 2023            |
| Demis de mêlée          |                   |                      |                     |                    |                 |
| Philip Baselala         | 14 septembre 2004 | Fidji                | -                   | Suva School        | 2022            |
| Simione Kuruvoli        | 2 janvier 1999    | Fidji                | 16 (5)              | Tailevu            | 2022            |
| Frank Lomani            | 18 avril 1996     | Fidji                | 40 (30)             | Northampton        | 2022            |
| Peni Matawalu           | 7 août 1997       | Fidji                | 13 (0)              | Namosi             | 2022            |
| Demis d'ouverture       |                   |                      |                     |                    |                 |
| Caleb Muntz             | 30 octobre 1999   | Fidji                | 13 (121)            | Hamilton School    | 2022            |
| Isikeli Rabitu          | 22 janvier 2005   | Fidji                | -                   | Suva School        | 2024            |
| Isaiah Armstrong-Ravula | 7 janvier 2004    | Fidji                | 9 (0)               | Manawatu           | 2024            |
| Kemu Valetini           | 26 août 1994      | Fidji                | 1 (0)               | Valladolid RAC     | 2023            |
| Centres                 |                   |                      |                     |                    |                 |
| Iosefo Masi             | 9 mai 1998        | Fidji                | -                   | Fidji à sept       | 2023            |
| Waqa Nalaga             | 7 juillet 2003    | Fidji                | 1 (0)               | Manawatu           | 2024            |
| Tuidraki Samusamuvodre  | 16 février 1998   | Fidji                | -                   | Free Jacks         | 2022            |
| Inia Tabuavou           | 31 août 2002      | Fidji                | 2 (0)               | Racing 92          | 2025            |
| Ailiers                 |                   |                      |                     |                    |                 |
| Ilaisa Droasese         | 13 septembre 1999 | Fidji                | 12 (0)              | Reds               | 2022            |
| Epeli Momo              | 22 octobre 1999   | Fidji                | -                   | US Montauban       | 2024            |
| Taniela Rakuro          | 28 mai 2000       | Fidji                | -                   | Nadroga            | 2023            |
| Junior Ratuva           | 15 février 1999   | Fidji                | -                   | Soyaux Angoulême   | 2024            |
| Selestino Ravutaumada   | 17 janvier 2000   | Fidji                | -                   | NZ Warriors        | 2022            |
| Arrières                |                   |                      |                     |                    |                 |
| Vuate Karawalevu        | 5 mars 2001       | Fidji                | 3 (0)               | Waratahs           | 2025            |
| Ponepati Loganimasi     | 26 mars 1998      | Fidji                | 4 (0)               | Fidji à sept       | 2025            |

## Staff 2025
- Glen Jackson - Entraîneur principal
- Tim Sampson - Entraîneur des avants
- Chris Gibbes - Entraîneur des arrières
- Greg Fleming - Entraîneur de la défense

## Palmarès
- National Rugby Championship :
  - Vainqueur : 2018